# ОШ „Радица Ранковић” Лозовик
ОШ „Радица Ранковић” Лозовик, насељеном месту на територији општине Велика Плана, основана је 1835. године, у једној приватној кући у центру села. Школа носи име Радице Ранковић, учеснице Народноослободилачке борбе, рођене у Лозовику.
У својим мемоарима, први учитељ школе Аранђел Илић је забележио, да је своје ђаке подучавао у згради поред цркве брвнаре подигнуте 1831. године. Године 1842. подигнута је Лозовичко-сараорачка школа, између ових села, код цркве брвнаре. Ђаке је подучавао учитељ Миладин Радовановић.
Касније је 1871. године у средини села подигнута лепа и модерна зграда за оно време у којој је било много учионица и других споредних одељења. Ова зграда је била у функцији све до 1968. године када је направљена нова модерна зграда у центру села. Пред почетак Другог светског рата, због великог броја ученика и разуђености Лозовика, отпочиње се изградња две нове школске зграде на супротним крајевима села. Исте су завршене тек након рата, 1947. односно 1949. године (школске зграде бр. 2 и бр. 3).
Данас се рад школе одвија у овим трима одвојеним школским зградама (школска зграда 1 – у центру, бр. 2 у Бугар мали и бр. 3 у Црквен мали). У двема школским зградама настава се одвија за ученике од I – IV разреда, док у централној школи постоји девет одељења виших разреда.